# Японське море
Япо́нське мо́ре або Східне море (яп. 日本海, Nihon kai; півд. кор. 동해, Donghae; півн. кор. 조선동해, Chosŏn Tonghae) — напівзамкнуте море Тихого океану, між материком Євразією та його Корейським піостровом і Японським архіпелагом та островом Сахаліном. Омиває береги Японії, Російської Федерації, Південної й Північної Кореї. Площа 1 062 000 км²,глибина до 3 742 м, солоність морської води 33,7 — 34,8‰.
З іншими морями з'єднане п'ятьма протоками: Татарською протокою між материковою частиною Азії та Сахаліном з Охотським морем; протокою Лаперуза між Сахаліном і Хоккайдо з Охотським морем; протокою Цугару між островами Хоккайдо і Хонсю з Тихим океаном; протокою Канмон між Хонсю та Кюсю з Внутрішнім Японським морем; Корейською протокою між Корейським півостровом і Кюсю із Східнокитайським та Жовтим морем.
Найбільші затоки: Східно-Корейська і Петра Великого. Острови: Ребун, Рішірі, Окушірі, Садо, Уллиндо, Окі. У море впадають річки: Туманна, Шінано, Тешіо, Моґамі, Ґо, Ісікарі, Омоно, Тумнін, Самарга, Коппі та інші.
Рельєф дна являє собою замкнуту улоговину, у центральній частині якої підноситься підводне підняття Ямато (глибина над гребнем 285 м), у північній — підняття Витязя та хребет Богорова.

## Назва
Японське море - домінуючий термін, який використовується в англійській мові для позначення моря, і назва в більшості європейських мов є еквівалентною, але в навколишніх країнах воно іноді називається по-різному.
У Японії море називається Nihon kai (яп. 日本海,  «Японське море»), у Китаї - Rìběn hǎi (кит.: 日本海, «Японське море») або первісно Jīng hǎi (кит.: 鲸海, «Китове море»), «Японське море» (рос. Японское море) в Росії, Chosŏn Tonghae (кор. 조선동해, «Корейське Східне море») у Північній Кореї та Donghae (кор. 동해, «Східне море») у Південній Кореї.

### Суперечка про найменування
Використання терміна «Японське море» як домінуючої назви є предметом суперечок. Південна Корея хоче, щоб назва «Східне море» використовувалася замість або на додаток до «Японського моря»;  тоді як Північна Корея віддає перевагу назві «Східне Корейське море».
Основне питання в суперечці обертається навколо розбіжностей щодо того, коли назва «Японське море» стала міжнародним стандартом. Японія стверджує, що цей термін є міжнародним стандартом принаймні з початку 19 століття  тоді як Кореї стверджують, що термін «Японське море» виник пізніше, коли Корея перебувала під владою Японії,  а до цієї окупації в англійській мові використовувалися інші назви, такі як «Корейське море» або «Східне море». У 2012 році Міжнародна гідрографічна організація (МГО), міжурядова організація, яка веде публікацію з переліком меж океанів і морських територій у всьому світі, відмовилася від останньої з кількох спроб за останні 25 років переглянути назву моря у своїй публікації. Це сталося насамперед через відсутність згоди між Кореєю та Японією щодо питання назви.  У вересні 2020 року МГО оголосила, що прийме нову цифрову систему, також відому як «S-130». У листопаді 2020 року S-23, попередня версія морської карти, створена в 1953 році, буде оприлюднена як публікація МГО, щоб продемонструвати еволюційний процес переходу від аналогової до цифрової ери. МГО схвалила пропозицію щодо нової офіційної морської карти. Нова карта буде позначена числовим ідентифікатором без назви. 

## Історія
Протягом століть море захищало Японію від наземних вторгнень, особливо з боку монголів. По ньому давно ходили азійські, а з 18 століття — європейські кораблі. Російські експедиції 1733—1743 років склали карту Сахаліну та Японських островів. У 1780-х роках француз Жан-Франсуа Лаперуз вирушив на північ через протоку, згодом названу його ім'ям. У 1796 році британський військово-морський офіцер Вільям Роберт Броутон досліджував Татарську протоку, східне узбережжя Далекого Сходу й Корейський півострів.
У 1803—1806 роках російський мореплавець Іван Крузенштерн, під час навколосвітньої експедиції на кораблі «Надєжда» також досліджував Японське море й східні береги Японських островів. У 1849 році інший російський дослідник Геннадій Невельской відкрив протоку між материком і Сахаліном і наніс на карту північну частину Татарської протоки. Російські експедиції 1853—1854 і 1886—1889 років займалися вимірюванням температури поверхні та вивченням припливів. Вони також задокументували циклональний характер морських течій.
Інші відомі експедиції 19-го століття включають американську Північно-тихоокеанську експедицію (1853—1856) і британську Експедицію «Челленджера» (1872—1876). Водну екосистему моря описав Володимир Бражников у 1899—1902 роках і Петро Шмідт у 1903—1904 роках. Японські наукові дослідження моря почалися тільки 1915 року й стали систематичними з 1920-х років.

## Клімат
Акваторія моря лежить у помірному кліматичному поясі, лише найпівденніша — у субтропічному. Увесь рік панують помірні повітряні маси. Переважають західні вітри. Цілий рік переважає циклонічна діяльність, погода мінлива, часті шторми, зволоження достатнє й надмірне.
Взимку на північному заході моря температура поверхневих вод нижча за 0 °C, на південному сході — вища за +10 °C, влітку відповідно досягає +18 °C та +24, + 26 °C. Північно-західна частина моря вкрита кригою переважно з листопада до березня. З півдня в море заходить тепла Цусімська течія.

## Біологія

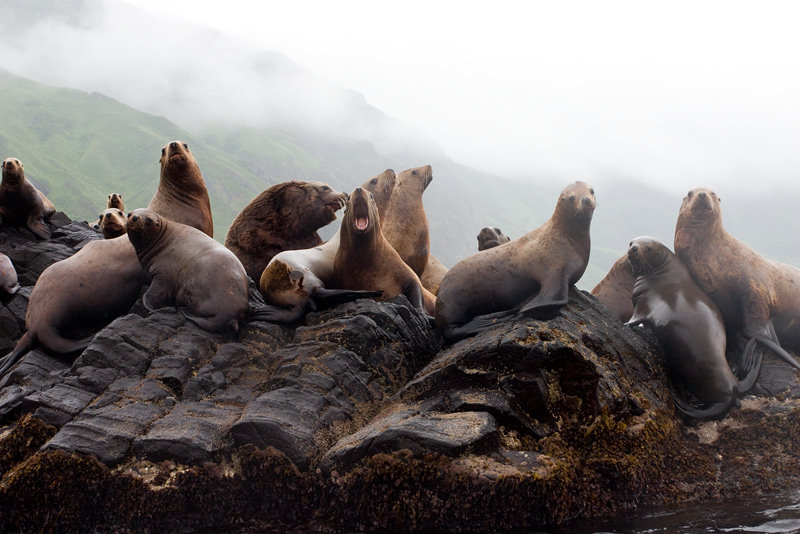
Морські леви на острові Монерон.

Акваторія моря утворює однойменний морський екорегіон бореальної північнотихоокеанської зоогеографічної провінції. У зоогеографічному відношенні донна фауна континентального шельфу й острівних мілин до глибини 200 м належить до пацифічної області бореальної зони.

### Флора і фауна
Висока концентрація розчиненого кисню призводить до багатої водного життя Японського моря — тут налічується понад 800 видів водних рослин і понад 3500 видів тварин, у тому числі понад 900 видів ракоподібних, близько 1000 видів риб і 26 видів ссавців. Прибережні райони містять кілька кілограмів біомаси на квадратний метр. До пелагічних (океанічних) риб відносяться сайра, скумбрія, ставрида, сардини, анчоуси, оселедець, морський лящ, кальмари й різні види лосося та форелі. Донна іхтіофауна представлена такими рибами, як тріска, минтай і терпуг.
Ссавці представлені тюленями й китами (давня китайська назва моря була «Китове море»), а ракоподібні — креветками й крабами. Через неглибокі протоки, що з'єднують море з Тихим океаном, Японське море не має характерної океанічної глибоководної фауни. Флору й фауну, унікальну для регіону навколо Японського моря, називають «елементами Японського моря».

## Економіка

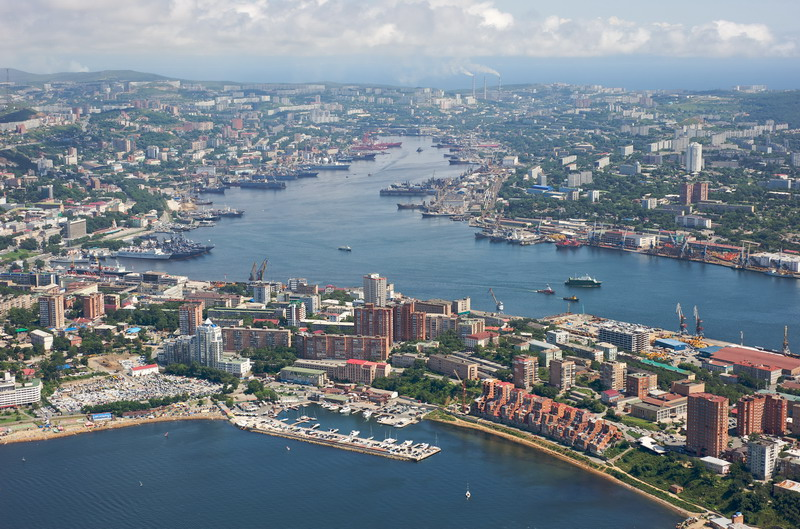
Бухта Золотий Ріг поблизу Владивостока, Росія

Рибальство довгий час було основною економічною діяльністю в Японському морі. В основному воно здійснюється на континентальному шельфі та поблизу нього і зосереджене на оселедці, сардинах і блакитному тунці. Однак після Другої світової війни запаси цих видів виснажилися. Кальмарів переважно ловлять біля центру моря, а лосося — біля північних і південно-західних берегів. Також добре розвинене виробництво морських водоростей.
Важливість рибальства в морі ілюструють територіальні суперечки між Японією та Південною Кореєю щодо скель Ліанкур та між Японією та Росією щодо Курильських островів. Вона також відображена в різних легендах, наприклад, у легенді про скелю Хейсі, яка свідчить, що одного разу, коли зник оселедець, стара фея кинула в море пляшку з чарівною водою, і оселедець повернувся. Пляшка прилипла до морського дна і перетворилася на скелю, яка стала зображенням Бога Японського моря.
Владивосток є базою російського китобійного флоту. Хоча він працює в північних морях, його продукція переробляється і частково розподіляється в районі Владивостока. Владивосток також є кінцевим пунктом Транссибірської залізниці, якою в цей з великий порт надходить безліч вантажів. Між російським континентальним портом Ваніно і Холмськом на Сахаліні Існує регулярне поромне сполучення через Тартарську протоку.
Море має магнетитові піски, а також родовища природного газу та нафти поблизу північної частини Японії та острова Сахалін. Інтенсивність морських перевезень є помірною через холодні відносини між багатьма країнами, що межують з Японією. Як наслідок, найбільші японські порти розташовані на тихоокеанському узбережжі, а найважливішими портами на Японському морі є Ніігата, Цурута і Майдзуру. Найбільші південнокорейські порти — Пусан, Ульсан і Пхохан, розташовані на південно-східному узбережжі Корейського півострова, але вони також орієнтовані в основному на країни, які не межують з Японським морем.
Головний російський порт Владивосток обслуговує переважно внутрішні вантажі, тоді як Находка і Східний є більш міжнародними та мають інтенсивний обмін з Японією та Південною Кореєю. Інші відомі російські порти — Радянська Гавань, Александровськ-Сахалінський і Холмськ, а головні порти Північної Кореї — Вонсан, Хамхунг і Чонджін. Інтенсивність перевезень через Японське море неухильно зростає в результаті зростання економік країн Східної Азії.

## Порти
- Владивосток
- Находка
- Восточний
- Советська Гавань
- Ваніно
- Александровськ-Сахалінський
- Холмськ
- Ніїгата
- Цуруга
- Майдзуру
- Вонсан
- Хиннам
- Чхонджин

## Виноски
1. ↑  За даними Encyclopedia Britannica площа моря становить 978 000 км².